# FK Elista
FK Elista (ros. Футбольный клуб «Элиста», Futbolnyj Kłub „Elista”) – rosyjski klub piłkarski z siedzibą w stolicy Kałmucji mieście Elista.

## Historia
Chronologia nazw:
- 1958–2004: Urałan Elista (ros. «Уралан» Элиста)
- 2005–2006: FK Elista (ros. ФК «Элиста»)

Zespół piłkarski Uralan Elista założony w 1958. „Urałan” z kałmuckiego oznacza „do przodu”. Występował w drugiej lidze Mistrzostw ZSRR. Po rozpadzie Związku Radzieckiego występował w rosyjskiej Pierwszej Lidze. W 1997 zajął pierwsze miejsce w lidze i awansował do Rosyjskiej Wyższej Ligi.
W sezonie 2000 klub zajął ostatnie miejsce i spadł do pierwszej ligi aby następnego sezonu powrócić. Ale w 2003 klub znowu był ostatnim w Rosyjskiej Premier Lidze.
W 2004 z powodu problemów finansowych klub zaczęli opuszczać zawodnicy, a na mecz z Dinamem Briańsk wyszło tylko 9 piłkarzy. Uralan Elista został pozbawiony licencji klubu profesjonalnego i rozformowany.
W 2005 na miejscu rozformowanego klubu Uralan Elista powstał nowy klub FK Elista. 80% zawodników to wychowankowie miejscowej szkoły piłkarskiej. Klub rozpoczął rozgrywki w Amatorskiej Lidze i zajął 2. miejsce w strefie „Południe”. Drugie miejsce nie dawało awansu do gry w lidze profesjonalnej, ale zrobiono wyjątek, ligę poszerzyli o jedno miejsce i od 2006 roku FK Elista występował Drugiej Dywizji, w strefie Południowej Mistrzostw Rosji. Jednak z powodu finansowych problemów po 19. kolejce klub został wycofany z rozgrywek.

## Sukcesy
- 3. miejsce w Drugiej Lidze ZSRR, strefie 3: 1986
- 1/16 finału Pucharu ZSRR: 1988
- 7. miejsce w Rosyjskiej Wyższej Dywizji: 1998
- 1/2 finału Pucharu Rosji: 2000